# Ecsenius bandanus
Ecsenius bandanus är en fiskart som beskrevs av Springer, 1971. Ecsenius bandanus ingår i släktet Ecsenius och familjen Blenniidae. Inga underarter finns listade i Catalogue of Life.